# Туповар
Туповар — горный хребет в Абзелиловском районе Башкортостана (Россия). Высшая точка — 625,2 м, вторая по высоте вершина находится южнее центра, её высота — 571 метр.
Находится в 31 км от Магнитогорска. Рядом расположена горнолыжная трасса.
Хребет Туповар покрыт степной растительностью и редколесьем, в основном берёзой. Склоны пологие.
Хребет имеет длину более 2 км, простираясь с юга на север, где отделён ложбиной с рекой Каран от хребта Каранъялык. В лощине реки Каран, на северном склоне хребта, проходит автомобильная дорога Таштимерово — Ташбулатово. По восточному склону хребта проходит грунтовая дорога, с которой имеется подъезд на вершину Туповара. У восточного склона хребта располагаются озеро Муктыкуль и урочище Искикиштау. Южнее Туповара находится хребет Курятмас, отделённый широкой ложбиной на высоте 425 м с посёлками Кужаново и Салаватово (прилегает к Туповару), а также рекой Мусын. Все три хребта расположены на одной «линии» и являются восточными отрогами плато Южный Урал.